# Kamionka Strumiłowa (gmina)
Kamionka Strumiłowa – dawna gmina wiejska w powiecie kamioneckim województwa tarnopolskiego II Rzeczypospolitej. Siedzibą gminy było miasto Kamionka Strumiłowa, które stanowiło odrębną gminę miejską.
Gminę utworzono 1 sierpnia 1934 w ramach reformy na podstawie ustawy scaleniowej z dotychczasowych gmin wiejskich: Batiatycze, Dernów, Jagonja, Jazienica Polska, Jazienica Ruska, Konstantówka, Łany Niemieckie, Łany Polskie, Łapajówka, Obydów, Różanka, Ruda Sielecka, Sapieżanka, Tadanie, Zubowmosty, przysiółek Turki z gminy Sokole oraz przysiółki Maziarnia Spaska i Łanki z gminy Spas.
Podczas wojny gminę zniesiono, a jej obszar włączono do nowo utworzonych gmin Kamionka Strumiłowa Nord (większa część) i Kamionka Strumiłowa Süd (mniejsza część) w powiecie kamioneckim.